# Подколодновка
Подколодновка (рос. Подколодновка) — село у Богучарському районі Воронезької області Російської Федерації.
Населення становить 1582 особи (2010). Входить до складу муніципального утворення Подколодновское сельское поселение.

## Історія
Населений пункт розташований у межах українського історико-культурного регіону Східної Слобожанщини. До Перших визвольних змагань належав до Воронезької губернії.
Від 1928 року належить до Богучарського району, спочатку в складі Центрально-Чорноземної області, а від 1934 року — Воронезької області.
Згідно із законом від 15 жовтня 2004 року входить до складу муніципального утворення Подколодновское сельское поселение.

## Населення
| 2000 | 2005  | 2010  |
| ---- | ----- | ----- |
| 1728 | ↘1612 | ↘1582 |